# 339e division d'infanterie
La  339e division d'infanterie (en allemand : 339. Infanterie-Division ou 339. ID) est une des divisions d'infanterie de l'armée allemande (Wehrmacht) durant la Seconde Guerre mondiale.

## Historique
La 339e division d'infanterie est formée le 15 décembre 1940 dans le secteur de Thüringen dans la Wehrkreis IX à partir des 52. et 299. Infanterie-Division en tant qu'élément statique de la 14. Welle (14e vague de mobilisation).
Après sa formation et des fonctions de forces d'occupation et de sécurité au Danemark, la division est transférée sur le Front de l'Est en décembre 1941.
Elle est dissoute en novembre 1943 après avoir subi de lourdes pertes.
Les éléments survivants sont utilisés pour former le Divisions-Gruppe 339 qui est assigné au Korps-Abteilung C.

### Crimes de guerre
Des soldats du Infanterie-Regiment 691 ont pris part à l'exécution de 150 juifs à Krucha près de Smolensk en octobre 1941. Trois soldats de ce régiment ont été condamnés par un tribunal après-guerre pour ces crimes.

## Organisation

### Commandants
| Date                                | Grade           | Commandant     |
| ----------------------------------- | --------------- | -------------- |
| 15 décembre 1940 - ? janvier 1942   | Generalleutnant | Georg Hewelke  |
| ? janvier 1942 - 8 décembre 1942    | Generalleutnant | Kurt Pflugradt |
| 8 décembre 1942 - 1er octobre 1943  | Generalmajor    | Martin Ronicke |
| 1er octobre 1943 - 15 novembre 1943 | Generalmajor    | Wolfgang Lange |

## Théâtres d'opérations
- Allemagne : Décembre 1940 - Juin 1941
- Danemark : Juin 1941 - Décembre 1941
- Front de l'Est, secteur Centre : Décembre 1941 - Octobre 1943
- Front de l'Est, secteur Sud : Octobre 1943 - Novembre 1943

## Ordre de bataille
Août 1942
- Infanterie-Regiment 691
- Infanterie-Regiment 692
- Infanterie-Regiment 693
- Schnelle Abteilung 339
- Artillerie-Abteilung 339
- Pionier-Bataillon 339
- Nachrichten-Abteilung 339
- Versorgungseinheiten 339

Juin 1943
- Grenadier-Regiment 691
- Grenadier-Regiment 692
- Grenadier-Regiment 693
- Divisions-Bataillon 339
- Artillerie-Regiment 339
- Pionier-Bataillon 339
- Panzerjäger-Abteilung 339
- Nachrichten-Abteilung 339
- Feldersatz-Bataillon 339
- Versorgungseinheiten 339